# 中津川市の地名
- 岐阜県 > 中津川市 > 地名

中津川市の地名では、同市内に存在する町名・字名を一覧にして記す。括弧内は大字の場合は旧自治体名、数字の場合は成立年もしくは廃止年、町名の場合は旧町名である。

## 中津川市発足時
1951年4月1日、恵那郡中津町と苗木町が合併して、中津川町が成立。翌年1952年4月1日に市制施行して成立した。成立時の大字を以下に記す。
- 中津川　（旧・中津町中津川）
- 駒場　（旧・中津町駒場）
- 手賀野　（旧・中津町手賀野）
- 苗木　　（旧・苗木町苗木）
- 瀬戸　　（旧・苗木町瀬戸）
- 苗木瀬戸入会　　（旧・苗木町）

## 1954年
1954年7月10日に恵那郡坂本村を編入したことにより設置。
- 千旦林 （旧・坂本村千旦林）
- 茄子川 （旧・坂本村茄子川）

## 1956年
1956年9月30日に恵那郡落合村を編入したことにより設置。
- 落合　（旧・落合村）

## 1957年
1957年11月1日に恵那郡阿木村を編入したことにより設置。
- 阿木　（旧・阿木村阿木）
- 飯沼　（旧・阿木村飯沼）
- 広岡　（旧・阿木村広岡）[1]

## 1958年
1958年10月15日、長野県西筑摩郡神坂村を編入したことにより設置。
- 神坂　（旧・神坂村神坂）。旧西筑摩郡湯舟沢村。

## 1963年以降の町名設置
- 駒場町　（駒場）1963年
- 津島町　（駒場）1963年
- 柳町　（中津川）1963年
- かやの木町　（中津川）1963年
- 本町1～4丁目　（中津川）1963年
- 桃山町　（中津川）1963年
- えびす町　（中津川）1963年
- 昭和町　（中津川）1963年
- 西宮町　（中津川）1963年
- 八幡町　（中津川）1963年
- 新町　（中津川）1963年
- 栄町　（中津川）1963年
- 中一色町　（中津川）1963年
- 淀川町　（中津川）1963年
- 太田町1～3丁目　（中津川）1963年
- 花戸町　（中津川）1963年
- 東宮町　（中津川）1963年
- 日の出町　（中津川）1963年
- 宮前町　（中津川）1963年
- 小川町　（中津川）1963年
- 東町
- 北野町
- 中川町

## 2005年の町名設置
2005年2月13日、岐阜県恵那郡坂下町、川上村、加子母村、付知町、福岡町、蛭川村、および長野県木曽郡山口村を編入したことにより設置。
- 坂下　（旧・坂下町坂下）
- 上野　（旧・坂下町上野）
- 川上　　（旧・川上村）
- 加子母　　（旧・加子母村）
- 付知町　（旧・付知町）
- 福岡　　（旧・福岡町福岡）
- 田瀬　　（旧・福岡町田瀬）
- 下野　　（旧・福岡町下野）
- 高山　　（旧・福岡町高山）
- 蛭川　　（旧・蛭川村）
- 山口　　（旧・山口村山口）
- 馬籠　　（旧・山口村神坂）。旧西筑摩郡馬籠村

## 参考資料
- 角川日本地名大辞典 21 岐阜県